# Shulkhan Arukh

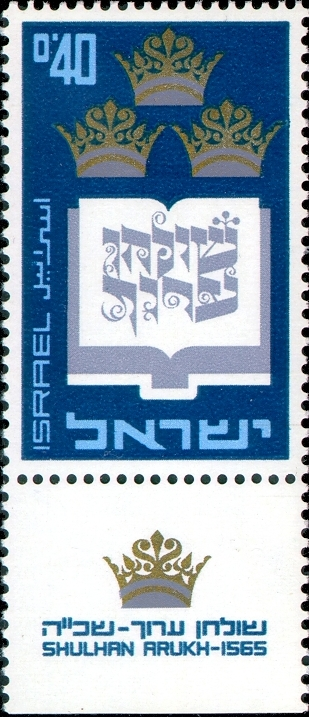
Selo israelense de 1967 comemorativo do Shulhan Arukh

O Shulchan Aruch (em hebraico: שולחן ערוך, literalmente "mesa posta"), também grafado como Shulkhan Arukh, é uma codificação publicada em 1567 da halachá, a lei do judaísmo, pelo rabino Yosef Karo, que em Judaísmo é considerada como a compilação halachá de mais autoridade depois da Mishné Torá de Maimónides.

## Estrutura
O Shulchan Aruch (bem como seu antecessor, o Beit Yosef) segue a mesma estrutura do Arba'ah Turim, do rabino Jacob ben Asher. Tem quatro livros, subdivididos em capítulos e parágrafos:
1. Orach Chayim - leis sobre orações e sinagoga, shabat, feriados;
2. Yoreh De'ah - leis sobre shechita, cashrut e a conversão ao judaísmo;
3. Even Ha'ezer - leis sobre casamento, divórcio e assuntos relacionados;
4. Choshen Mishpat - leis sobre finanças, responsabilidade financeira, danos (pessoais e financeiros), e as regras do Bet Din, bem como as leis sobre as testemunhas.